# Wanksta
«Wanksta» — другий сингл із саунтреку фільму «Восьма миля», бонус-трек зі студійного альбому Get Rich or Die Tryin'. Пісня вперше з'явилася на мікстейпі No Mercy, No Fear. «Wanksta» — перший окремок виконавця після підписання контракту з Shady/Aftermath та з часів виходу синглу «Thug Love» (1999).
Вважається, що текст пісні спрямований проти давнього ворога Джа Рула, проте 50 Cent заперечив це в інтерв'ю MuchMusic, заявивши при цьому: «But Ja Rule is a wanksta».
У 2003 Eminem записав ремікс, дис на Джа Рула. Пісня має біт з більшою висотою звуку й увійшла до синглового бокс-сету The Singles.
Psychopathic Rydas використали інструментал для треку «Crackin» (2004), Black Child, підписант лейблу The Inc. Records, одним із засновників котрого є Джа — для «The Real Wanksta» (2005). Дівчачий R&B-гурт Blaque записав у відповідь «No Ganksta» (2003).

## Етимологія
Назва означає людину, яка вдає з себе ґанґстера, не зробивши нічого крім балаканини. «Wanksta» є поєднанням слів «gangsta» та «wannabe».
В інтерв'ю Джейку Ернотту 50 Cent заявив, що слово не пов'язано з «wanker» і підтвердив вищезазначене пояснення.

## У масовій культурі
На 20-ій церемонії MTV Video Music Awards показали відео зі Стьюї Ґріффіном з «Ґріффінів», що стало вірусним на багатьох онлайн-ресурсах. Стьюї, з кубиками, що формують слово «MTV», ведмедиком Рупертом і дитячою іграшкою на задньому плані читає кілька рядків пісні комічним голосом, коментуючи: «Well, good luck finding the subject and predicate of that run-on sentence! And what the bloody hell does it mean, „we don't go nowhere without toast“? Now, you listen to me, Mr. Cent. If you want to make it in this business, lay off the doobie!» (укр. «Що ж, бажаю вам знайти підмет та присудок у цьому підібраному реченні! І що в біса означає „we don't go nowhere without toast“? Послухайте мене, пане Сенте. Якщо ви хочете стати успішним у цьому бізнесі, кидайте курити траву!») Потім він дістає табличку з написом «Stewie for Governor» (укр. Стьюї в губернатори).

## Чартові позиції
| Чарт (2002)                                   | Найвища позиція |
| --------------------------------------------- | --------------- |
| US Billboard Hot 100                          | 13              |
| US Billboard Hot Rap Tracks                   | 3               |
| US Billboard Hot R&B/Hip-Hop Singles & Tracks | 4               |